# MMC-2

MMC-2 com um Pentium II.

Mobile Module Connector 2 (ou MMC-2) é um soquete de 400 pinos desenvolvido pela Intel para ser utilizado junto com microprocessadores móveis do tipo Pentium II, Pentium III e Celeron. É o sucessor do MMC-1, diferindo do mesmo com uma interface para barramento e 100 MHz de barramento frontal para o Pentium III. O soquete tem embutido o processador e um regulador de voltagem.